# Kettenförderer

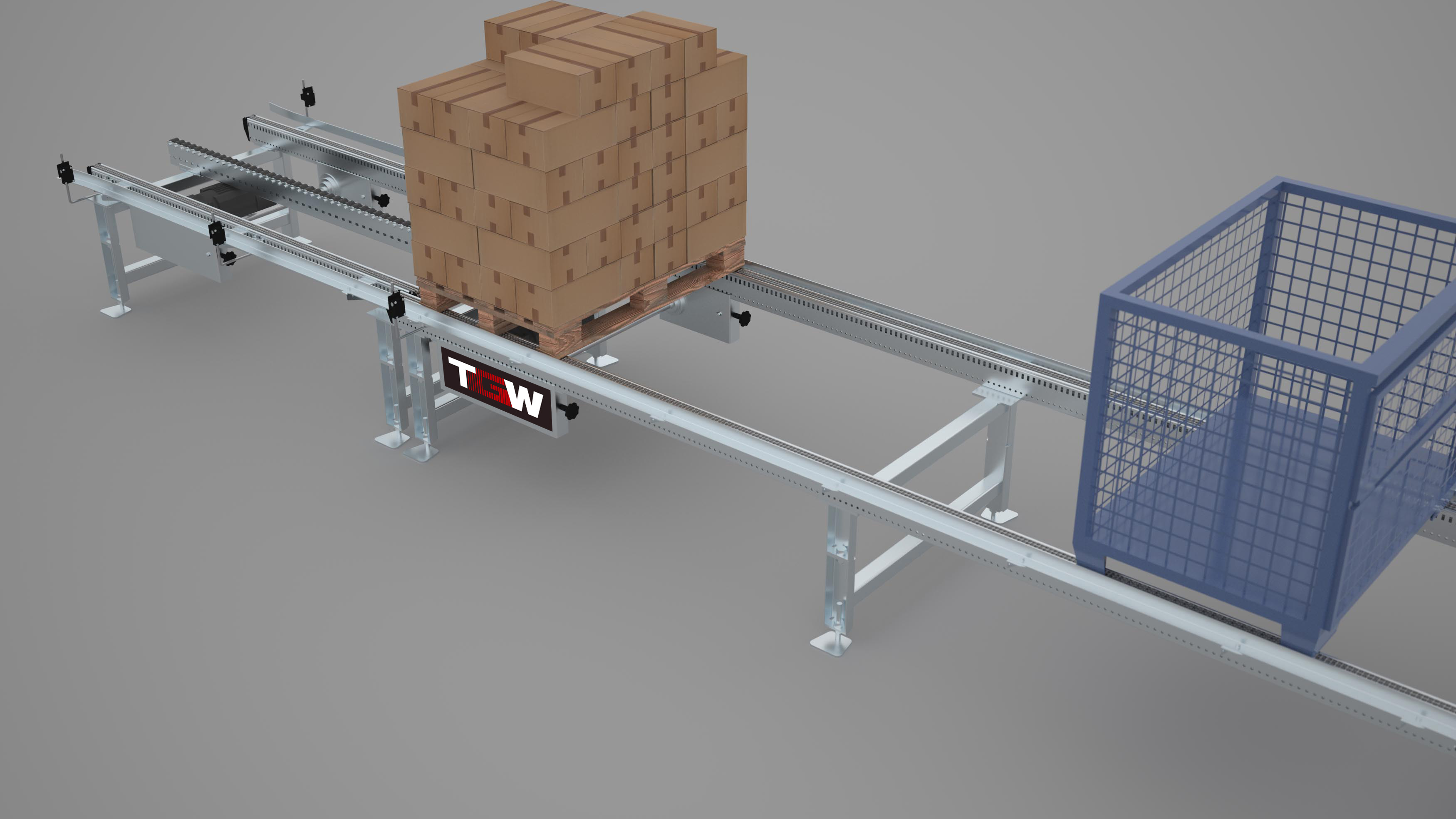
Kettenförderer zum Transport von Paletten oder Gitterboxen

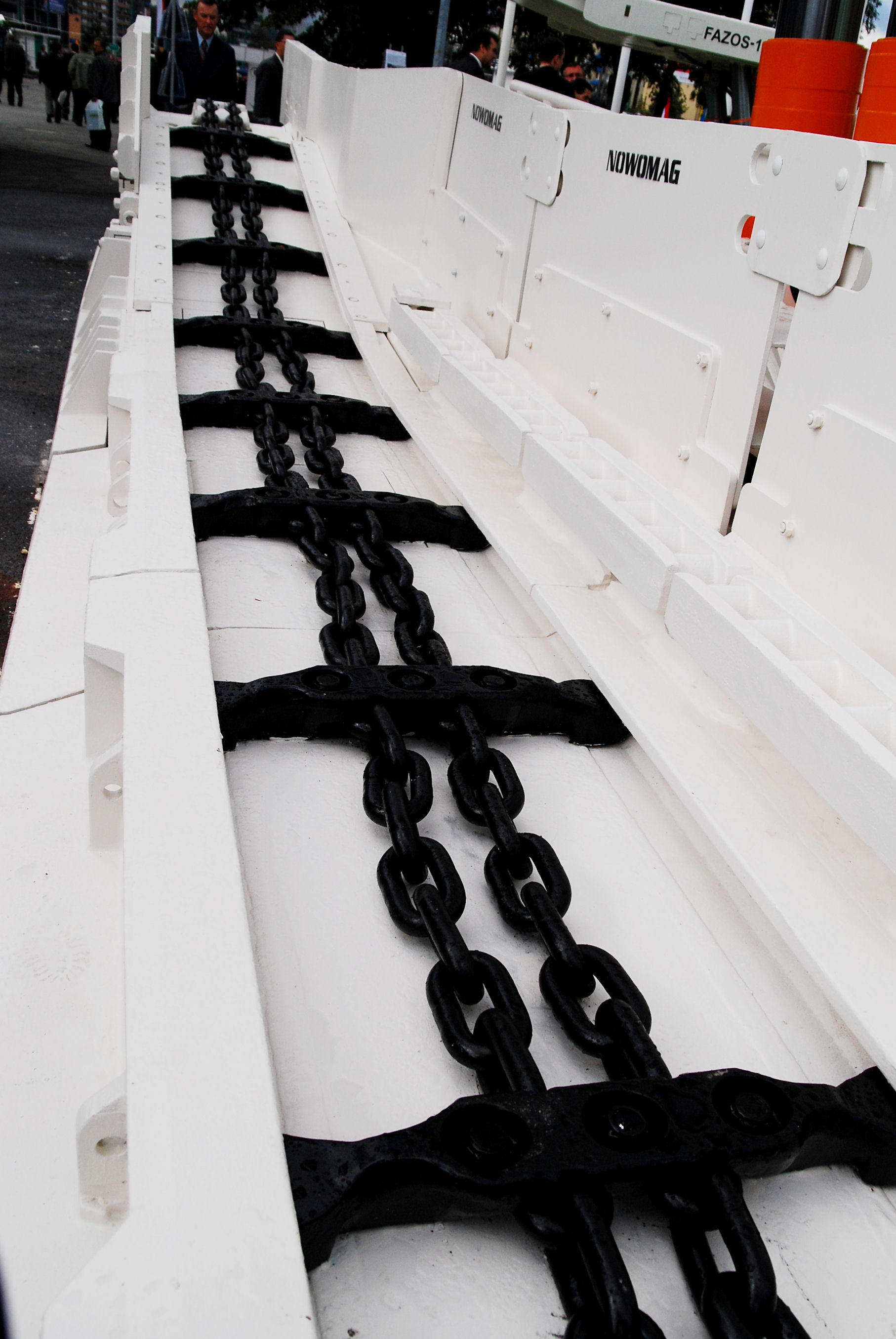
Kettenförderer zum Transport von Schüttgut, hier ein Kettenkratzförderer zur Untertagegewinnung von Kohle

Kettenförderer sind Stetigförderer zum Transport von Stückgut (z. B. Paletten oder Gitterboxen) oder Schüttgut (z. B. Sand, Kohle  oder Mehl). Sie gehören zu den Lastaufnahmemitteln in der Fördertechnik.

## Kettenförderer für Stückgut
Ein Kettenförderer für Stückgut besteht aus ein oder mehreren umlaufenden Kettensträngen, auf welchen die zu transportierende Ware aufliegt. Die Antriebskettenräder sind über eine Welle miteinander verbunden. Der Kettentrieb wird von einem Elektromotor angetrieben, welcher meist zweistufig angesteuert wird (Schleich- und Hauptgeschwindigkeit).
Kettenförderer mit zwei Ketten eignen sich zum Transport von Stückgut, dessen Abmessungen festliegen. Bei ungleichmäßigen Größen müssen mehrere Ketten eingesetzt oder die Abstände zwischen den Ketten müssen über querliegende Elemente überbrückt werden.
Ein genormtes Ladehilfsmittel wie eine Europalette kann in Längsrichtung problemlos über eine Rollenbahn transportiert werden, da die drei untersten Bretter immer zugleich auf mehreren Rollen aufliegen. Soll die Palette quer transportiert werden, dann laufen die parallel zu den Rollen liegenden Bretter holpernd auf die Rollen auf oder bleiben bei größerem Rollenabstand zwischen ihnen hängen.

## Kettenförderer für Schüttgut
In der Regel verlaufen zwei Ketten parallel in oder neben der aus Stahl gefertigten Förderbahn und sind in regelmäßigen Abständen durch querliegende Riegel miteinander verbunden, die das Fördergut durch die trogförmige Bahn schieben. Der Leistungsbedarf der Antriebs ist aufgrund der Reibung von Fördergut, Ketten und Riegeln auf der Förderbahn höher als auf Rollen laufenden Förderbändern.
Kettenförderer können staubdicht ausgeführt werden.
Kettenförderer werden für grobes Schüttgut im Bergbau eingesetzt, da Förderbänder durch schweres und scharfkantiges Gestein schnell verschleißen.
Sie werden hier als Panzerförderer oder Kettenkratzförderer bezeichnet.
Grundsätzlich gibt es zwei Arbeitsarten des Kettenförderers:
KratzerDer Kratzförderer ist mit zwei Buchsenförderketten ausgestattet, zwischen denen sich in bestimmten Abständen Kratzerleisten befinden. Hier laufen die Ketten außerhalb des Fördergutes
TrogfördererHier befindet sich die Kette im Fördergut.

## Rohrkettenförderer
siehe Rohrkettenförderer